# Код Konami

Послідовність натискання кнопок, які є Konami Code

Код Konami (яп. コナミコマンド, Konami Komando, «Команда Konami»), також відомий як Код Contra або іноді як Код 30 життів, є чит-кодом, який зустрічається в багатьох відеоіграх від Konami, а також у деяких не від Konami.
Цей код також знайшов своє місце в популярній культурі як посилання на третє покоління ігрових консолей і присутній як пасхалка на ряді вебсайтів.

## Послідовність
У оригінальному коді гравець повинен натиснути таку послідовність кнопок на ігровому контролері, щоб увімкнути чит або інші ефекти:
↑↑↓↓←→←→BA; іноді Start та Select додаються до послідовності.

## Історія
Код Konami вперше було використано в релізі Gradius (1986), скролл-шутера для NES, і здобув популярність серед північноамериканських гравців у версії NES гри Contra. Цей код також відомий як «Код Contra» та «Код 30 життів», оскільки він надавав гравцеві 30 додаткових життів у Contra. Код використовувався для допомоги новачкам у проходженні гри.
Код Konami був створений Кадзухісою Хашімото, який розробляв домашню порт-версію аркадної гри Gradius 1985 року для NES. Вважаючи гру занадто складною для проходження під час тестування, він створив цей чит-код, який давав гравцеві повний набір посилень (які зазвичай здобувалися поступово протягом гри). Після введення послідовності за допомогою контролера під час паузи гравець отримував усі доступні посилення. Код мав бути видалений перед публікацією, але це було пропущено і виявлено лише під час підготовки гри до масового виробництва. Розробники вирішили залишити його, оскільки видалення могло призвести до нових багів і збоїв. Послідовність була досить простою для запам'ятовування тестувальниками і одночасно достатньо складною для випадкового введення під час гри звичайними користувачами.
Таким чином, Код Konami був включений і в інші сиквели та спін-офи серії, з деякими ключовими відмінностями. Пізніше цей код був використаний у великій кількості інших ігор та комп'ютерних програм.

## Приклади у відеоіграх
Tetris (Tengen версія для Nintendo Entertainment System)
Введення цього коду під час паузи змінить поточний тетроміно на частину I, яку також називають довгою смугою. Це можна зробити лише один раз за нову гру.
Tokimeki Memorial
Введення коду дозволяє гравцеві розблокувати спеціальні функції в грі, а також додаткові бонуси в міні-грі Twin Bee. Подібні чити застосовуються і в інших іграх серії.
Castlevania: Legacy of Darkness (Nintendo 64)
Варіант коду Konami був виявлений у грі в 2024 році. Код розблоковує всіх чотирьох персонажів, їх одяг і важкий режим складності.
Yu-Gi-Oh! The Falsebound Kingdom (GameCube)
Код Konami можна використовувати під час будь-якої карти, щоб отримати золото. Це також активує прихований діалог, де чоловік кричить "Yu-Gi-Oh".
Ratchet & Clank: Up Your Arsenal (PlayStation 2)
Введення коду під час гри у відео-комікс одягне Кварка в рожеву балетну пачку. У версії для PlayStation 3, чи то випадково, чи навмисно, розробники залишили в грі два налагоджувальні коди.
BioShock Infinite (Irrational Games, Windows, Xbox 360, Xbox One, PlayStation 3, PlayStation 4, Nintendo Switch)
Варіація коду Konami в меню гри відкриває складніший «Режим 1999» гри з самого початку.
Metal Gear Rising: Revengeance
Введення коду відкриває складність Revengeance і Very Hard без проходження гри на складності Hard.
Dead by Daylight (Windows, Xbox One, PlayStation 4, Nintendo Switch)
Коли код вводиться під час того, як на головному меню встановлено одного з персонажів Silent Hill, гра відтворює мелодію з Gradius і надає гравцеві амулет, який можна використовувати персонажами.
Fortnite (Windows, MacOS, Xbox One, PlayStation 4, Nintendo Switch, Mobile)
Код Konami використовувався для доступу до міні-гри Fortnite Durr Burger на екрані чорної діри після закінчення події Глави 1 Сезону X. Він був доступний лише протягом 38 годин, починаючи з 19:00 UTC 13 жовтня 2019 року, і більше не був доступний на початку гри Fortnite: Chapter 2.
Bloodstained: Ritual of the Night
Цей духовний спадкоємець Castlevania, розроблений Коджі Іґараші, дозволяє гравцям увійти в «Режим 1986», який робить керування в грі більш схожим на складнішу серію Castlevania, ввівши Код Konami на екрані меню.
Ultrakill (Windows)
Відкриває меню читів, прив’язаних до команд клавіатури.

## Приклади поза відеоіграми
- Введення версії коду Konami в браузері Opera у версіях від 19 до 54 активує приховані додаткові налаштування[24][25].
- Варіація коду Konami використовується для скидання програми Netflix на деяких пристроях[26][27].
- Якщо ввести код на веб-сайті Overwatch, з’явиться кілька іконок ігрового персонажа D.Va разом з голосом її акторки, яка каже «вгору вгору вниз вниз вліво вправо вліво вправо b a старт». За лором Overwatch вона — геймер.
- Введення коду на інформаційній панелі Twitch Creator відкриває кілька розширених параметрів програми[28].
- Якщо ввести код на веб-сайті WWF-UK, логотип панди закрутиться[29].